# Kleinunternehmerregelung (Deutschland)
Die Kleinunternehmerregelung gemäß § 19 UStG ist eine Vereinfachungsregelung im Umsatzsteuerrecht, die Unternehmern mit niedrigen Umsätzen ein Wahlrecht in Bezug auf die Umsatzsteuer gewährt. Praktisch bedeutet dies, dass alle Umsätze umsatzsteuerfrei sind, wenn der Umsatz im Vorjahr nicht mehr als 25.000 Euro betrug und im laufenden Jahr nicht mehr als 100.000 Euro beträgt; im Jahr der Existenzgründung gilt nach Ansicht des BMF die Grenze von 25.000 Euro. 
Die Regelung ist an die Person gebunden. Wer zum Beispiel drei Betriebe besitzt, darf mit allen zusammen die Umsatzgrenze von 25.000 Euro nicht überschreiten.
Der maßgebende Umsatz bestimmt sich nach § 19 Absatz 2 UStG. Bestimmte steuerfreie Umsätze, die den Vorsteuerabzug ausschließen und Umsätze von Wirtschaftsgütern des Anlagevermögens sind nicht in den maßgebenden Umsatz einzubeziehen. Kleinunternehmer dürfen keine Umsatzsteuer ausweisen und sind vom Vorsteuerabzug aus Rechnungen anderer Unternehmer ausgeschlossen (vgl. aber unten "Wahlrecht"). Bei Umsätzen im EU-Ausland kann die Angabe einer Umsatzsteueridentifikationsnummer erforderlich sein. Ab 2025 können Kleinunternehmer die Kleinunternehmerregelung auch für Umsätze im EU-Ausland anwenden, sofern der Gesamtumsatz im EU-Ausland im Vorjahr und im aktuellen Jahr jeweils nicht mehr als 100.000 Euro netto beträgt.
Der Kleinunternehmer unterliegt dennoch dem Umsatzsteuergesetz.
Mit der Kleinunternehmerregelung gelten für Unternehmer die Rechnungsvorschriften des § 34a UStDV. In der Rechnung darf nur der Nettowert ohne Angabe von Umsatzsteuersätzen und Umsatzsteuer aufgeführt werden, denn die Umsätze sind steuerfrei. Dadurch wird verhindert, dass ein vorsteuerabzugsberechtigter Leistungsempfänger Vorsteuer aus den Rechnungen des Kleinunternehmers ziehen kann. Weist ein Kleinunternehmer dennoch Umsatzsteuer aus, ist er zur Abführung dieser an das Finanzamt verpflichtet, die nur durch eine entsprechende Korrektur des falschen Steuerausweises in der Rechnung verhindert oder rückgängig gemacht werden kann (§ 14c, § 17 Abs. 1 UStG).
Der Kleinunternehmer ist grundsätzlich von den Erklärungsabgabepflichten des § 18 UStG befreit. 
Allerdings bestimmt § 18 Abs. 4a UStG die Pflicht – auch bei Inanspruchnahme der Kleinunternehmerregelung – zur Übermittlung von Umsatzsteuer-Voranmeldungen und Umsatzsteuererklärungen für:
1. Unternehmer, die die Steuer für innergemeinschaftliche Erwerbe im Inland gegen Entgelt schulden (§ 1 Abs. 1 Nr. 5 UStG),
2. Unternehmer, die als Leistungsempfänger nach § 13b Abs. 5 UStG die Steuer schulden (Reverse-Charge-Verfahren),
3. Unternehmer, die die Steuer gem. § 25b Abs. 2 UStG als letzter Abnehmer eines innergemeinschaftlichen Dreiecksgeschäfts schulden, sowie
4. Fahrzeuglieferer gem. § 2a UStG.

Lt. BMF-Schreiben vom 14. Dezember 2018 muss ein Kleinunternehmer bei Verwirklichung der im § 18 Abs. 4a UStG genannten Sachverhalte sogar dann eine Umsatzsteuer-Voranmeldung übermitteln, wenn die Zahllast 1.000 Euro im Jahr unterschreitet.

## Maßgeblicher Umsatz
Zum Umsatz gehören alle vereinnahmten Netto-Umsätze i. S. des § 1 Abs. 1 Nr. 1 UStG und umsatzsteuerrelevante unentgeltliche Wertabgaben; die übrigen Tatbestände des § 1 Abs. 1 UStG, insbesondere der innergemeinschaftliche Erwerb i. S. des § 1 Abs. 1 Nr. 5 und die Einfuhr nach § 1 Abs. 1 Nr. 4 UStG sind in die Berechnung der Umsätze nicht mit einzubeziehen.
Vom Umsatz auszuscheiden sind Umsätze aus dem Verkauf von Anlagevermögen, bestimmte steuerfreie Umsätze (§ 19 Absatz 2 UStG) oder Umsätze im Rahmen einer Geschäftsveräußerung, denn diese sind nach § 1 Abs. 1a UStG nicht steuerbar.
Unentgeltliche Wertabgaben, d. h. gewinnwirksame Hinzurechnungen bei Gegenständen und Leistungen, die auch privat genutzt werden (können), sind grundsätzlich nur dann umsatzsteuerrelevant und damit in die Umsatzgrenze einzubeziehen, wenn diese Gegenstände und Leistungen zum Vorsteuerabzug berechtigt haben (vgl. § 3 Abs. 1b Satz 2 und § 3 Abs. 9a Nr. 1 UStG). In den Fällen des § 3 Abs. 9a Nr. 2 UStG (unentgeltliche Verwendung einer sonstigen Leistung, welche nicht in einer Gegenstandsverwendung besteht, also z. B. die Verwendung von Personal des Unternehmens für private Zwecke) ist der Vorsteuerabzug unmaßgebend.
Da der Kleinunternehmer-Status an die Person und nicht an den einzelnen Betrieb gebunden ist, ist eine mehrfache Berufung auf die Kleinunternehmer-Regelung je Betrieb nicht möglich; eine Organschaft (§ 2 Abs. 2 Nr. 2 UStG) ist als ein Unternehmen zu sehen, obgleich sie aus mehreren eigenständigen zivilrechtlichen Rechtspersonen besteht. Falls mehrere Betriebe geführt werden, werden alle Umsätze dieses Unternehmens addiert. Zudem gibt es umsatzsteuerfreie Leistungen, die in die Ermittlung der Kleinunternehmer-Umsatzgrenze (des sog. Gesamtumsatzes) hinzugezogen werden wie zum Beispiel folgende Steuerbefreiungen bei Lieferungen und sonstigen Leistungen (§ 4 Nr. 11 bis 29 UStG):
- ärztliche Heilbehandlungen (§ 4 Nr. 14 UStG),
- Handel mit menschlichen Organen, Blut etc. (§ 4 Nr. 17 UStG),
- langfristige Vermietung und Verpachtung von Grundstücken (§ 4 Nr. 12 UStG),
- Leistungen von Bausparkassen- und Versicherungsvertretern und Versicherungsmaklern (§ 4 Nr. 11 UStG),
- Angebote allgemeinbildender oder berufsbildender Schulen (§ 4 Nr. 21 UStG) oder auch
- Leistungen selbstständiger Lehrkräfte an solchen Einrichtungen (§ 4 Nr. 21 UStG).

## Wahlrecht
Auf die Anwendung der Kleinunternehmerregelung kann gemäß § 19 Abs. 3 UStG verzichtet werden. Verzichtet der Unternehmer auf die Kleinunternehmerregelung, lässt sich folglich wie ein regulärer Unternehmer behandeln, ist er an diesen Verzicht für mindestens fünf Kalenderjahre gebunden. Für diese Zeit unterliegen seine Umsätze den allgemeinen Regeln des Umsatzsteuergesetzes (sog. Option zur Regelbesteuerung).
Eine Option zur Regelbesteuerung kann gegenüber dem Finanzamt ausdrücklich oder durch konkludentes Verhalten auch in der Weise erklärt werden, dass der Kleinunternehmer eine Umsatzsteuer-Voranmeldung bzw. Umsatzsteuererklärung übermittelt, in welcher er die Umsatzsteuer nach den allgemeinen Vorschriften des Gesetzes berechnet und/oder den Vorsteuerabzug geltend gemacht hat.
Ist der Unternehmer überwiegend für andere, vorsteuerabzugsberechtigte Unternehmer tätig, kann die Regelbesteuerung Vorteile bringen, denn dann kann auch der Kleinunternehmer selbst Vorsteuerabzug geltend machen. Bei Anschaffungen und anderen mit Umsatzsteuer belasteten Eingangsumsätzen muss er so nur den Nettobetrag finanzieren. Mit dem Wechsel zum Regel-Unternehmer entfällt im Hinblick auf die Rechnungsstellung die Vereinfachung des § 34a UStDV; der Unternehmer fällt sodann unter die regulären Rechnungsvorschriften der §§ 14, 14a UStG.
Nicht optierende Kleinunternehmer, die sich mit ihren Waren oder Dienstleistungen überwiegend an nicht vorsteuerabzugsberechtigte Privatkunden richten, können ihrer Kundschaft im Vergleich zur steuerpflichtigen Konkurrenz objektiv niedrigere Preise gewähren oder entsprechend höhere Gewinne erzielen.

## Geschichte
Bis 2024 wurde die Umsatzsteuer von Unternehmern nicht erhoben, wenn der maßgebende Umsatz, einschließlich der darauf entfallenden Steuer, im vorangegangenen Kalenderjahr 22.000 Euro (2003 bis 2019: 17.500 Euro) nicht überstiegen hatte und im laufenden Kalenderjahr 50.000 Euro voraussichtlich nicht überstieg. Die Grenze wurde zum 1. Januar 2025 angehoben und modifiziert: Voraussetzung für die Befreiung ist seitdem, dass der inländische Gesamtumsatz im vorangegangenen Kalenderjahr 25.000 Euro nicht überschritten hat und im laufenden Kalenderjahr 100.000 Euro tatsächlich nicht überschreitet. Solche Umsätze sind dann steuerfrei. Die Grenzen orientieren sich seitdem an Netto- statt bisher Brutto-Umsätzen (dieser Unterschied ist nur dann relevant, wenn ein Unternehmer von der Regelbesteuerung in die Kleinunternehmerregelung wechselt).  Durch das Jahressteuergesetz 2024 wurde die Kleinunternehmerregelung zum 1. Januar 2025 an die Artikel § 280a ff. MwStSystRL angeglichen. Infolgedessen gilt der Umsatz des Kleinunternehmers ab 2025 als von der Umsatzsteuer befreiter Umsatz. Die bisherige Regelung des nicht erheben entfällt.
Hatte der Unternehmer seine gewerbliche oder berufliche Tätigkeit nur in einem Teil des Kalenderjahres ausgeübt (v. a. bei Existenzgründung), so war bis 2024 der in diesem Zeitraum erzielte Umsatz auf einen Jahres-Gesamtumsatz hochzurechnen. Überschritt der so errechnete voraussichtliche  Jahres-Gesamtumsatz im Erstjahr voraussichtlich 22.000 €, schied die Anwendung der Kleinunternehmerregelung von vorneherein aus. Mit der Neuregelung des § 19 Abs. 2 UStG entfiel die Hochrechnung auf einen Jahresgesamtumsatz.